# Yves Kaiser
Yves Kaiser (* 30. April 1998 in Solothurn) ist ein Schweizer Fussballspieler.

## Karriere

### Verein
Kaiser begann seine Laufbahn beim FC Luterbach und beim FC Solothurn, bevor er in die Jugend des FC Basel wechselte. Am 14. Mai 2016, dem 28. Spieltag der Saison 2015/16, gab er beim 2:2 gegen Étoile Carouge sein Debüt für die zweite Mannschaft in der drittklassigen Promotion League, als er zur zweiten Halbzeit für Berkay Sülüngöz eingewechselt wurde. Dies blieb sein einziger Einsatz im Herrenbereich in dieser Spielzeit. Zur folgenden Saison 2016/17 wurde er in den festen Kader der FCB-Reserve befördert und kam bis Saisonende zu 15 Partien in der dritthöchsten Schweizer Spielklasse. 2017/18 spielte er 20-mal in der Promotion League, wobei er zwei Tore erzielte. 2018/19 absolvierte er 18 Ligaspiele für die Reserve, in denen er zwei Tore schoss. Zudem debütierte er am 9. Dezember 2018, dem 17. Spieltag, beim 2:0 gegen den FC Zürich für die erste Mannschaft in der erstklassigen Super League, als er in der Startelf stand. Bis zum Ende der Saison kam er zu sechs Einsätzen in der höchsten Schweizer Liga. In der Qualifikation zur UEFA Champions League kam er beim 1:2 im Hinspiel der 2. Runde gegen den griechischen Verein PAOK Thessaloniki zum Einsatz; der FCB verlor nach Hin- und Rückspiel mit insgesamt 1:5 Toren. Basel erreichte somit die Qualifikation zur UEFA Europa League, in der die Mannschaft im Play-off ausschied und sich für keinen internationalen Wettbewerb qualifizierte. Im Schweizer Cup spielte Kaiser beim 4:2 nach Verlängerung gegen den FC Sion einmal, Basel gewann schlussendlich den Titel. 2019/20 absolvierte er neun Partien für die zweite Mannschaft in der Promotion League. Im Januar 2020 schloss er sich bis Saisonende auf Leihbasis dem Zweitligisten FC Schaffhausen an. Bis zum Ende der Spielzeit kam er zu 14 Spielen in der Challenge League. Nach Leihende wechselte er zur Saison 2020/21 fest zu Neuchâtel Xamax. Bis Saisonende bestritt er 13 Partien in der Challenge League und ein Spiel im Schweizer Cup, als die Mannschaft gegen den ersten Gegner, den Ligakonkurrenten SC Kriens verlor.
Zur Spielzeit 2021/22 unterschrieb er einen Vertrag bei seinem Jugendverein FC Solothurn in der viertklassigen 1. Liga.

### Nationalmannschaft
Kaiser spielte zwischen 2012 und 2019 insgesamt 13-mal für Schweizer U-Nationalmannschaften.